# 柯盛益
柯盛益，現任臺灣高雄地方法院法官。逢甲大學機械系畢業，司法官訓練所38期結業，曾任高雄市地下水工程處科員、屏東地院法官。近三年來因開庭審理案件問案態度不佳，嚴重戕害司法形象，已陸續遭民眾投訴多達數十案。
2008年至2010年間曾遭高雄地院法官自律委員會分別處以「由院長口頭勸誡」、「書面勸誡」及「警告處分」...等處置，但成效不彰。
2011年9月法院自律委員會決議：柯盛益移送「公務員懲戒委員」懲處，建議司法院處分。
2011年11月21日，監察院通過並公布監委黃武次、楊美鈴提案，彈劾柯盛益，移送「公務員懲戒委員會」審議。此案為臺灣法官被監院提出彈劾的史上首遭事例 。

## 學歷
- 逢甲大學機械系畢業。
- 司法官訓練所38期結業。

## 經歷
- 高雄市地下水工程處科員。
- 臺灣屏東地方法院法官。
- 臺灣高雄地方法院法官，職級:簡任第十職等，任期:自2002年8月19日起，至2011年11月止（未停職，僅被調離家事法庭，轉任不會接觸當事人的刑事審查庭法官）。

## 承審爭議事件
「96年訴字第1878號案」：
「法官自律委員會」2008年12月5日會議討論:被彈劾人於案件審理過程中，與律師溝通時產生齟齬，遭律師自訴柯法官妨礙名譽，雖最終雙方和解亦已撤回自訴案，但爰依自律要點決議，由「院長口頭勸戒」處置，並定4個月內改善，如未改善，將建議司法院懲處。
「98年度岡簡調字第16號案」：
「法官自律委員會」2009年4月6日會議討論:「被彈劾人於開庭時，訓斥、辱罵當事人，未讓當事人、律師有答辯機會，因而當庭撤回該訴訟案」。會議決議，由「法官自律委員會」書面勸誡，並提醒應注意改進之事項。
「99年度岡訴字第3號案」：
「法官自律委員會」2010年11月26日會議討論:「被彈劾人於開庭時，審案態度不良，有損司法信譽情形」，會議決議，依「法院組織法」規定加以警告處分。
「100年度家護字第729號事件」：
「法官自律委員會」2011年6月20日會議討論:「陳情人陳訴柯法官之問案態度案」，全體出席委員一致認為柯法官辱罵當事人、審案態度不良，有損司法信譽，建議司法院予以「申誡」一次
「99年度家全字第42號、100年監字第157號事件」：
「法官自律委員會」2011年7月25日會議討論:「陳情人陳訴柯法官之審案態度案」，會議決議，「全體出席委員一致表示，此議題將與「100年度亡字第42號案（小林村罹難者死亡宣告案）」部分一併討論」。
「100年度家護抗字第148號案件」：
「100年度家訴字第127號案件」：
「100年度家訴字第162號案件」：
「100年度家護字第1123號案件」：
「100年度家護字第1137號案件」：
「100年度家護字第1203號案件」：
「100年度家護字第1242號案件」：
「100年度家護字第1258號案件」：
「100年度家護字第1501號案件」：
「100年度婚字第168號案件」：
「100年度婚字第176號案件」：
「100年度監字第479號案件」：
「100年度親字第65號案件」：
「法官自律委員會」2011年9月19日會議討論:以上案件「由於被彈劾人屢因審案態度遭人陳情」，2011年8月11日經院長指示-研考科聆聽相關案件開庭錄音，將較爭議者整理為譯文，併請自律委員會參酌及表示意見，會議決議，「全體出席委員一致表示，被彈劾人之行為，符合以無關案情之事項辱罵當事人、敬業精神不良、審案態度不良，有損司法信譽，建議司法院依法移請「公務員懲戒委員會」懲處，並對其先行停止職務」。
此案經司法院於2011年9月6日收受臺灣高等法院函轉臺灣高雄地方法院建議核予被彈劾人「申誡一次」之懲處案，但此案尚未結束時，於2011年10月13日時，又接獲此被彈劾人因問案態度不良之事由，建請移送懲戒乙案。鑒於二案情節相同，為其審慎，爰將前案簽結後併後案議處。

## 審議與懲戒
「院台人三字第1000025599號案」：
「臺灣高等法院」2011年10月21日審查決議:被彈劾人其違法失職事證明確。依法提案彈劾，並移請司法院「公務員懲戒委員會」審議。
2011年11月2日院方約詢被彈劾人柯盛益，依據相關事證，詢問其有無意見，經當事者表示無意見後，違法失職事至明確。最終以調離家事法庭，轉任不會再接觸當事人的刑事審查庭當法官。原先建議將他停職處分，因司法院認為其已無機會接觸當事人，故無停職之必要，僅以移送監察院議處為處置依歸。